# Italiens enande
Italiens enande (på italienska kallat Il Risorgimento) avser bildandet av den moderna italienska staten, vilket skedde under 1800-talet då flera mindre stater på Apenninska halvön under perioden mellan Wienkongressen, som avslutades 1815, och det fransk-tyska kriget 1870–1871, gick ihop och blev Kungariket Italien, nuvarande Republiken Italien.

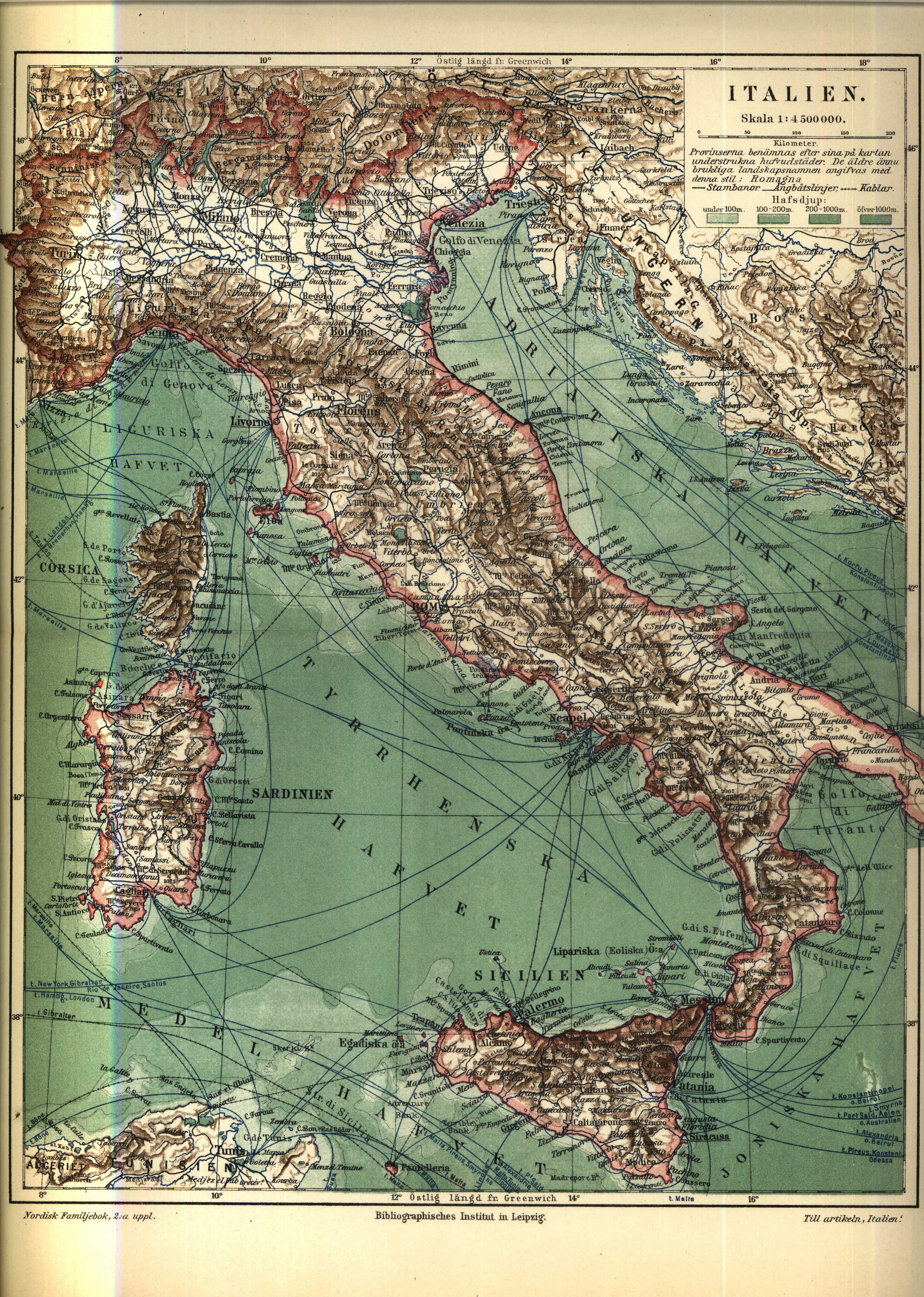
Italien kring 1910.

## Wienkongressen
Efter Wienkongressens beslut i juni 1815 tillföll Milano, Mantua och Venetien Österrike, som här upprättade en lydstat kungariket Lombardiet-Venetien. Viktor Emanuel I av Sardinien återfick sitt rike, utvidgat med Genua, storhertig Ferdinand III av Toscana och hertig Frans IV av Modena återinsattes. Piacenza och Guastalla förenades med Parma till ett hertigdöme under Marie Louise av Österrike, medan bourbonen Ludvig II av Etrurien tillsvidare erhöll Lucca. Vid Marie Louises död skulle bourbonerna återinsättas i Parma och Lucca sammanslås med Toscana. Kyrkostaten återupprättades ungefär i sin gamla utsträckning; Ferrara norr om Po kom dock till Österrike.
Vidare grundades Kungariket Bägge Sicilierna under Ferdinand I. I väsentliga stycken var ordningen före 1792 återställd; överväldet på halvön hade tillfallit Österrike.
En långtgående reaktion följde; de förhållandevis liberala lagarna under det franska styret ersattes av envälde med censur och politisk polis och religionsfriheten upphävdes. Sardinien, Modena, Kyrkostaten och Bägge Sicilierna vanstyrdes medan de övriga länderna fungerade tämligen väl. I Roms omgivningar härjade rövarband och laglösheten och korruptionen bredde ut sig. Efterhand växte en borgerlig opposition allt starkare. Dels en högeropposition, som krävde författningar efter förebild av 1812 års spanska konstitution och dels en vänsteropposition, som önskade skapade en enad italiensk nation.

## Revolutionernas tid
Sin egentliga härd fick oppositionen i de hemliga sällskapen, frimurare och carbonari, vilka kom att spela huvudrollen i den militärrevolution som vid meddelandet om spanska revolutionen 1820 utbröt i Bägge Sicilierna. Ferdinand I tvingades att anta en konstitution, ett nytt uppror på Sicilien som hade för avsikt att ge ön ett eget parlament krossades.
Kongressen i Laibach 1821 beslöt i enlighet med interventionsprincipen att krossa revolutionen, och Österrike blev det land som fick uppdraget att utföra interventionen. Efter segern i slaget vid Rieti återupprättades enväldesstyret och ett terrorvälde med repressalier mot de oppositionella följde. I mars 1821 utbröt en liknande uppror Piemonte. Viktor Emanuel I abdikerade, en konstitution proklamerades. När upproret spred sig till Lombardiet ingrep Österrike. Revolutionen kuvades genom slaget vid Novara, Österrike ockuperade Sardinien, där enväldet infördes under Karl Felix.
Julirevolutionen i Paris 1830 väckte på nytt upprorsstämningar i Italien. I februari 1831 förjagades Frans IV från Modena. I Parma och Kyrkostaten utbröt uppror. I Bologna proklamerades De förenade italienska provinsernas republik. Österrikiska trupper krossade även detta uppror, men Frankrike protesterade hotfullt mot interventionsprincipen, och österrikarna utrymde tills vidare Kyrkostaten. Då nya oroligheter 1832 medförde en ny österrikisk invasion, besatte fransmännen Ancona. Under tiden växte oppositionen.
Den vänstra flygeln av oppositionen för ett enat Italien fick sin röst i det av Giuseppe Mazzini bildade Det unga Italien, som syftade till att Italien omskapades till en odelbar republik. Inom den högra flygeln bildades två fraktioner: nyguelfismen, inom litteraturen företrädd av Vincenzo Gioberti, som tänkte sig en konstitutionell förbundsstat under påvens ledning, och den av Cesare Balbo företrädda fraktion, som satte sin lit till Sardiniens kungahus.
Gång efter annan förekom oroligheter, i synnerhet i Kyrkostaten. 1834 gjorde Mazzini ett anmärkningsvärt upprorsförsök i Piemonte, och den stigande revolutionära vågen tvingade regeringarna till eftergifter. De flesta stater genomgick en längre eller kortare reformperiod. Karl Albert av Sardinien kom att visa vägen. I Bägge Sicilierna och Kyrkostaten bibehölls dock enväldesstyret oförändrat.
Den nygyelfiskt påverkade Pius IX:s val till påve 1846 var ett nederlag för Österrike och mottogs med jubel av de liberala: nu skulle "il risorgimento" (uppvaknandet) följa. Pius IX vidtog också vissa reformer, bland annat införde han lokal självstyrelse i Kyrkostatens provinser, men visade sig snart vacklandet i engagemanget för reformer. Mer betydelsefullt blev det tullkrig som Karl Albrekt av Sardinien 1846 inledde mot Österrike. Då Österrike 1847 förstärkte sin garnison i det till Kyrkostaten hörande Ferrara, protesterade både Vatikanen och Sardinien. Klemens von Metternich visade sig inte längre kunna kontrollera situationen, och 1848 var hela Italien i upprorsstämning.
Den 12 januari 1848 utbröt en revolt på Sicilien, som blev inledningen på revolutionerna 1848. Ferdinand II av Bägge Sicilierna tvingades godkänna en författning baserad på 1830 års franska, och lugnade därmed stämningarna i den östra fastlandsdelen av sitt rike. På Sicilien blev bourbonerna officiellt avsatta i april 1848. I februari utfärdade Leopold II av Toscana en konstitution. Karl Albert och Pius IX följde i mars exemplet. Furstarna av Parma och Modena tvingades fly från sina riken. Underrättelsen om revolutionen i Wien blev signalen till uppror i Milano, och då den österrikiska garnisonen under Radetzky efter några dagars ursinnig strid tvingades utrymma staden, reste sig hela Lombardiet. I Venedig proklamerades republik under ledning av advokaten Daniele Manin.
Upproret väckte en så stor entusiasm i hela Italien, att Ferdinand II av Bägge Sicilierna och Pius IX, Karl II av Parma och Leopold II av Toscana sände trupper för att krossa upproret. Dessa trupper drogs dock snart tillbaka, och frivilliga strömmade till de upproriska. Den 26 mars 1848 ryckte en sardinsk undsättningshär till stöd för de upproriska in i Milano, vilket blev början till det Första italienska frihetskriget. Lombardiet, Parma och Modena uttalade sig genom folkomröstningar för ett införlivande med Sardinien. Så var fallet även med Venetien, vars regering senare bröt med Karl Albert. Den sardinska hären led dock 25 juli 1848 ett avgörande nederlag mot Radetzky i slaget vid Custozza och tvingades utrymma Lombardiet. Ett stillestånd ingicks. Venedig försvarade sig ihärdigt och kapitulerade först i augusti 1849.
I Rom mördades 15 november 1848 påven Pius IX:s rådgivare Pellegrino Rossi. Detta drev påven från sin tidigare reformistiska ståndpunkt över i händerna på jesuiterna. Han flydde Rom och tog fristad på neapolitanskt område i fästningen Gaëta. Giuseppe Mazzini kom till makten och proklamerade 9 februari 1849 en konstituerande församling, till vilken bland annat Giuseppe Garibaldi tillhörde, den romerska republiken. Även Toscana proklamerades som republik. Karl Albert av Sardinien återupptog fientligheterna mot Österrike i mars 1849 men besegrades i slaget vid Novara och abdikerade till förmån för sin son Viktor Emanuel II. Stillestånd ingicks genast, och i augusti slöts fred. Mot resningen i Kyrkostaten fick Pius IX hjälp av Österrike, Bägge Sicilierna och Frankrike, vars inflytande i Italien president Ludvig Napoleon var angelägen om att stärka. De upproriska försvarade sig med tapperhet under befäl av Garibaldi men tvingades i juli 1849 överlämna Rom åt fransmännen. Våren 1850 höll Pius IX sitt intåg i Rom, nu med en ytterligt reaktionär politik. Med skydd av österrikiska trupper återvände även Leopold II av Toscana till rike i juli 1849, men lyckades först i maj 1852 återinföra enväldesstyret. Den ende som fortsatte att regera liberalt var Viktor Emanuel II. I Camillo di Cavour erhöll han en av 1800-talets största statsmän som sin medhjälpare.
Mazzini kom att mista terräng. En 1857 bildad italiensk nationalförsamling befordrade dessa strävanden.

## Enandet
Kungariket Sardinien, baserat kring Piemonte (Turin), kom att leda enandet 1858–1870. De bildade allians med Frankrike mot Österrike och därefter en med Preussen/Tyskland mot Österrike och Frankrike. 
Camillo di Cavour var premiärminister i mitten av 1800-talet i kungariket Sardinien. Genom diplomati hade Cavour skapat franskt och brittiskt stöd samt banat vägen för Italiens enande. Med utgångspunkt från kungariket Sardinien, med dess kung Viktor Emanuel II, ville man skapa det moderna Italien. Genom Felice Orsinis attentat mot Napoleon III 14 januari 1858 äventyrades det franska stödet. Men genom Cavours diplomati med en byteshandel, där Nice var en bricka i spelet, lyckades han rädda det franska stödet. 
I ett hemligt möte den 21 juli 1858 med Napoleon III i Plombières-les-Bains, planerade de 1859 års krig mot Österrike. Resterna av Savojen (de franska skidorterna) och Nice avträddes av Piemonte till Frankrike, som motprestation för Frankrikes och Napoleon IIIs stöd. Som piemontisk deputerad (riksdagsman) 1860, protesterade Garibaldi våldsamt mot Nices och Savojens avträdande. 
Med Cavours godkännande störtade Garibaldi genom invasion och uppror monarkin i kungariket Bägge Sicilierna, det vill säga Neapel och Sicilien. Den 5 maj 1860 inskeppade sig Garibaldi till Sicilien med 1 067 "trogna" – la spedizione dei mille – och landsteg 11 maj i Marsala. Dagen därpå utropade han sig till diktator över ön i Viktor Emanuel II:s namn, 15 maj slog han de neapolitanska trupperna i slaget vid Calatafimi, och 27 maj tågade han in i Palermo. I början av augusti var hela ön, med undantag av citadellet i Messina, i Garibaldis hand. Mot Camillo di Cavours och Viktor Emanuel II:s order förde Garibaldi nu frihetskriget över till fastlandet, erövrade Reggio di Calabria och tvingade flera gånger överlägsna neapolitanska truppavdelningar att kapitulera. 7 september tågade Garibaldi in i Neapel. I början av oktober splittrade han resten av den franska armén i slaget vid Volturno, och 8 oktober började han belägra Capua. Kungariket övertog nu ledningen, och 8 november gjorde Viktor Emanuel vid Garibaldis sida sitt intåg i Neapel. Cavour lät ockupera östra halvan av Kyrkostaten. I denna process vände Napoleon III och blev påvens försvarare; han förhindrade nu Rom från att bli Italiens huvudstad.

## Kungariket Italiens bildande
De centrala italienska staterna anslöt sig också 1861, då Kungariket Italien formellt grundades och blev en stat. Huvudstaden flyttade 1865 till Florens. Den ockuperade halvan av Kyrkostaten, tillsammans med Neapel och Sicilien, annekteras av det nya Italien. 
Garibaldi var otålig att få förena Rom med det nybildade kungariket Italien. 1862 återvände han därför till Sicilien, där han uppviglade befolkningen mot Napoleon III och påvedömet och samlade en frikår under fältropet Roma o morte. I drabbning med de trupper, som regeringen sänt för att hindra hans för regeringen politiskt olägliga företag, led Garibaldi ett avgörande nederlag vid Aspromonte 29 augusti. Där sårades han och tillfångatogs, men frigavs senare. 
1866 tog Italien Preussens sida i kriget mot Österrike. Preussen vann detta krig, vilket medförde att Italien erhöll Venedig (men inte ännu Sydtyrolen och Trieste som blev italienskt först efter första världskriget). 
När det fransk-tyska kriget bröt ut i juli 1870 blev Frankrike på grund av detta tvunget att kalla hem alla tänkbara trupper. Då återdrogs även de franska kompanierna från Rom. Detta ledde till att italienska armén ostört kunde angripa och besegra påvestaten och införliva den sista resten i Italien. Huvudstaden flyttades därefter till Rom, Viktor Emanuel II flyttade därmed in i påvens residens Quirinalpalatset – som idag är presidentpalatset – och påven fövisades till Vatikanen. Fred med påven slöts först av Mussolinis regim genom Lateranfördraget 1929, då sedan dess Vatikanens område utgör en egen stat – Vatikanstaten. Mussolini lät som en manifestation av Lateranfördraget bygga Via della Conciliazione, som en symbolisk länk mellan Vatikanen och centrala Rom. Den konstruerades genom att riva ett antal kvarter från Peterskyrkan ner mot Castel Sant'Angelo och bygga matchande monumentala fasader längs sidorna.

## Icke införlivade delar
Nissa (fr. Nice, it. Nizza) förblev franskt med den nya tredje franska republiken, trots den italienska vänskapen med Tyskland (Preussen) och det andra franska kejsardömets totala kollaps. Nissas öde är därför starkt präglat av denna ganska pragmatiska politik för Italiens enande. Under andra världskriget (från 1940) var Nissa ockuperat av Mussolinis Italien. Ockupationen sträckte sig dock ej längre än till Varfloden, det vill säga till omedelbart väster om nuvarande Nice flygplats, den gamla statsgränsen före 1860. 
Korsika blev aldrig en del av det moderna Italien, antagligen dels med tanke på den initiala alliansen med Frankrike och Napoleon III. Men bakom låg också att Korsika (fr. Corse, it. Corsica, kr. Corsu) redan 1860 haft egen självständighetsrörelse och var en egen suverän republik 1755–1769, trots Genuas anspråk på ön. Korsika köptes av Frankrike från Genua (som då saknade suveränitet på ön) 1768. Öns ledare Pasquale Paoli måste 1769 fly de invaderande franska trupperna, och 1789 införlivades ön med Frankrike. Korsika är en ö som från och till varit upprorisk mot Franska staten alltsedan dess. Även 150 år efter Italiens enande anser många på Sicilien att de är ockuperade av Italien och Garibaldi; detta faktum kan också vara ett skäl till att Italien inte gjort några större initiativ när det gäller Korsika.